# Chutine Peak
Chutine Peak – szczyt w Kolumbii Brytyjskiej, w Kanadzie, w paśmie Boundary Ranges. Jego wysokość wynosi 2910 m n.p.m. Po raz pierwszy został zdobyty w 1980.